# Phorotrophus hastatus
Phorotrophus hastatus là một loài tò vò trong họ Ichneumonidae.